# Andrej Stojčevski
Andrej Stojčevski (en macédonien : Андреј Стојчевски), né le 26 mai 2003 à Skopje, est un footballeur international macédonien qui évolue au poste de défenseur central au FC Slovácko, en prêt du MŠK Žilina.

## Biographie

### Carrière en club
Né à Skopje en Macédoine du Nord, Andrej Stojčevski est formé par le Vardar Skopje, où il commence sa carrière professionnelle en championnat de Macédoine du Nord.
Il passe ensuite à l'Akademija Pandev toujours en championnat macédonien, avant d'être transféré en janvier 2022 au MŠK Žilina en championnat de Slovaquie.
Stojčevski est prêté avec option d'achat au FC Slovácko lors de la fin de saison 2024-25 de Championnat de Tchéquie.

### Carrière en sélection
Déjà international macédonien junior jusqu'à l'équipe espoirs,, Stojčevski est convoqué pour la première fois avec l'équipe senior de Macédoine du Nord en octobre 2024.
Il honore sa première sélection le 7 juin 2025, titulaire en défense centrale lors d'un match 1-1 contre la Belgique dans le cadre des éliminatoires Coupe du monde,.